# Le Rosier de madame Husson (téléfilm)
Pour les articles homonymes, voir Le Rosier de madame Husson (homonymie).
Le Rosier de Madame Husson est un téléfilm français de Denis Malleval d'après la nouvelle éponyme de Guy de Maupassant, diffusé en 2008 dans le cadre de la série Chez Maupassant (deuxième saison), sur France 2.

## Synopsis
Mme Husson, modèle de vertu de Gisors, s'est mis en tête de promouvoir la chasteté dans sa ville en couronnant une rosière. Cependant aucune fille ne résiste à l'enquête de mœurs, aussi Mme Husson se rabat-elle sur l'esprit simple du village, Isidore, qui est couronné « rosier ». Or celui-ci utilise sa récompense pour s'encanailler à Paris.

## Fiche technique
- Titre : Le Rosier de madame Husson
- Réalisation : Denis Malleval
- Scénario : Anne Andrei, d'après la nouvelle éponyme de Guy de Maupassant
- Origine : France
- Durée : 55 min
- Format : couleurs

## Distribution
- Marie-Anne Chazel : Mme Husson
- Marie Vincent : Françoise, la bonne de Mme Husson (et sa confidente)
- Julien Cottereau : Isidore
- Jean-Claude Frissung : le maire
- Nicolas Marié : le docteur Edmond Barbessol
- François Rollin : l'abbé Malou
- Marianne Groves : Virginie, la fruitière, mère d'Isidore
- Émilie Gavois-Kahn : Rosalie Vatinel, la première rosière
- Lise Lamétrie : Mme Vatinel, la mère de Rosalie
- Christian Loheac :  le garde-champêtre

## Autour du téléfilm
- Il s'agit du premier épisode de la deuxième saison de la série Chez Maupassant, chaque saison comptant huit épisodes de, alternativement, 60 et 30 minutes (diffusion de deux épisodes par soirée).
- Marie-Anne Chazel y compose une Mme Husson bigote, à la fausse humilité, rêvant d’« indulgence » divine, face à Julien Cottereau, interprète d'Isidore, venu du cirque où il est clown.